# René Beuchel
René Beuchel (* 31. Juli 1973 in Dresden) ist ein ehemaliger deutscher Fußballspieler.
Der Mittelfeldspieler begann seine Karriere bei Empor Tabak Dresden, ehe er bis 1995 bei Dynamo Dresden in der Bundesliga spielte. Weitere Zwischenstationen waren Eintracht Frankfurt, der FSV Zwickau sowie der Dresdner SC. 2002 wechselte er zurück zum Lokalmatador Dynamo Dresden. Sein Vertrag wurde im Dezember 2007 aufgelöst.
Von 2009 bis 2012 war er bei Dynamo als Teambetreuer tätig.

## Bilanz
- 56 Bundesligaspiele, 1 Tor (49/1 Dynamo Dresden, 7/0 Eintracht Frankfurt)
- 90 Zweitligaspiele, 3 Tore (52/3 Dynamo Dresden, 19/0 Eintracht Frankfurt, 19/0 FSV Zwickau)
- 109 Drittligaspiele, 13 Tore (61/10 Dynamo Dresden, 48/3 Dresdner SC)
- 2003: Sachsenpokalsieger
- 2004: Aufstieg in die 2. Bundesliga
- 11 Einsätze zwischen 1994 und 1996 für die deutsche U-21-Nationalmannschaft